# Le più belle storie di Marion Zimmer Bradley
Le più belle storie di Marion Zimmer Bradley (The Best of Marion Zimmer Bradley, 1985) è un'antologia di racconti di fantascienza, fantasy e horror, scritta da Marion Zimmer Bradley e pubblicata per la prima volta in Italia nel 1985 da Longanesi.
L'antologia contiene tutta una serie di racconti, che spaziano dalla primissima opera pubblicata professionalmente da Marion Zimmer Bradley, Innesto centauriano (1952), fino a lavori degli anni ottanta appartenenti al ciclo di Darkover, come i racconti Osservare il voto e Il sangue non mente (questo poi confluito nel romanzo L'esilio di Sharra).